# Setaria vaginata
Setaria vaginata är en gräsart som beskrevs av Spreng.. Setaria vaginata ingår i släktet kolvhirser, och familjen gräs. Inga underarter finns listade i Catalogue of Life.